# Liste der Baudenkmäler in Tittling
Auf dieser Seite sind die Baudenkmäler in dem niederbayerischen Markt Tittling zusammengestellt. Diese Tabelle ist eine Teilliste der Liste der Baudenkmäler in Bayern. Grundlage ist die Bayerische Denkmalliste, die auf Basis des Bayerischen Denkmalschutzgesetzes vom 1. Oktober 1973 erstmals erstellt wurde und seither durch das Bayerische Landesamt für Denkmalpflege geführt wird. Die folgenden Angaben ersetzen nicht die rechtsverbindliche Auskunft der Denkmalschutzbehörde.

## Baudenkmäler nach Ortsteilen

### Tittling
| Lage                       | Objekt                            | Beschreibung | Akten-Nr.    | Bild           |
| -------------------------- | --------------------------------- | --- | ------------ | -------------- |
| Herrenstraße 3 (Standort)  | Wohnhaus                          | Zweigeschossiger und giebelständiger Halbwalmdachbau mit Fußwalm, Eckerker und Zwerchgiebel, ländlicher Jugendstil, um 1910                                             | D-2-75-152-1 | Wohnhaus       |
| Herrenstraße 24 (Standort) | Wohnhaus                          | Dreigeschossiger und traufständiger Halbwalmdachbau mit Backsteinlisenen über Bruchstein-Erdgeschoss, Mittelrisalit, paarigen Fenstern und Schmiedeeisenbalkon, um 1900 | D-2-75-152-3 | Wohnhaus       |
| Marktplatz 2 (Standort)    | Katholische Pfarrkirche St. Vitus | Saalkirche mit offenem Dachstuhl, Chorflankenturm und dreigeschossiger Sakristei, neuromanisch, 1890–92; mit Ausstattung                                                | D-2-75-152-4 | weitere Bilder |
| Marktplatz 12 (Standort)   | Wohnhaus                          | Zweigeschossiger und firstparalleler Flachwalmdachbau mit Putzgliederung, stichbogigen Öffnungen im Erdgeschoss und Vortreppe, Ende 19. Jahrhundert                     | D-2-75-152-6 | Wohnhaus       |

### Anschießing
| Lage                     | Objekt                | Beschreibung | Akten-Nr.    | Bild |
| ------------------------ | --------------------- | --- | ------------ | ---- |
| Anschießing 2 (Standort) | Ehemals Wohnstallhaus | Zweigeschossiger und giebelständiger Satteldachbau mit Dachüberstand, Kniestock und Putzgliederung, bezeichnet 1805 | D-2-75-152-7 | BW   |

### Englburg
| Lage                                                | Objekt               | Beschreibung | Akten-Nr.     | Bild                 |
| --------------------------------------------------- | -------------------- | --- | ------------- | -------------------- |
| Englburg 49 (Standort)                              | Ehemaliges Schloss   | Seit 1929 Institut der Englischen Fräulein, Anlage des späten 14. Jahrhunderts auf Einzelkuppe östlich von Fürstenstein; Hochschloss, dreigeschossiger Giebelbau auf unregelmäßiger Kreuzform, im Nordarm Burgkapelle St. Georg, gotischer Gewölberaum mit Rokokoausstattung, an der Ostseite zwei Achtecktürme mit Hauben, Mitte 17. Jahrhundert, im Südarm Treppenhaus des 18. Jahrhunderts; Vorburg, östlich anschließende, niedrige Dreiflügelanlage, Nordtrakt 17. Jahrhundert, bis 1848 Gerichtsgebäude, an der Ostseite Torbau 18. Jahrhundert, Südflügel ursprünglich mit Stallungen, später Brauhaus, nach dem Krieg verändert | D-2-75-152-9  | Ehemaliges Schloss   |
| Englburg 50 (Standort)                              | Sogenanntes Waldhaus | Mehrstollige Eis- und Lagerkelleranlage, mächtige Tonnengewölbe aus Granitsteinen, 2. Hälfte 18. Jahrhundert; darüber Fasshalle, Walmdachbau mit Fachwerk-Kniestock, Bruchstein und Eckquaderung, 1923/24; Wohnhaus- und Lageranbau nach Süden, aufgesockelter, zweigeschossiger und traufständiger Mansardwalmdachbau, in Formen des Heimatstils, 1923/24 | D-2-75-152-62 | Sogenanntes Waldhaus |
| Nähe Englburg (Standort)                            | Wegkapelle           | Sogenannte Kleine Halbmeile, rundbogiges offenes Gehäuse mit giebelständigem Satteldach und profilierten Giebelschrägen, Mitte 19. Jahrhundert; mit Ausstattung | D-2-75-152-11 | Wegkapelle           |
| Nähe Englburg;Von Englburg nach Tittling (Standort) | Oberer Keller        | Eingangsfront mit Wangen- und Hangmauer; zweistollige Erdkeller-Anlage mit Tonnengewölben aus Granitsteinen, 17./18. Jahrhundert | D-2-75-152-61 | Oberer Keller        |
| Schloßberg (Standort)                               | Waldkapelle          | Rechteckbau mit Satteldach und Dachreiter, wohl 19. Jahrhundert, Bildstock von 1689 als Altaraufsatz; mit Ausstattung | D-2-75-152-10 | BW                   |

### Gneisting
| Lage                       | Objekt                         | Beschreibung | Akten-Nr.     | Bild       |
| -------------------------- | ------------------------------ | --- | ------------- | ---------- |
| Gneisting 3 (Standort)     | Bauernhaus eines Dreiseithofes | Zweigeschossiger und giebelständiger Blockbau mit Giebelschrot und rückwärtigem Anbau, 2. Hälfte 18. Jahrhundert Backofen, giebelständiger Bruchsteinbau mit Flachsatteldach, Anfang 19. Jahrhundert | D-2-75-152-12 | BW         |
| Brunnbergreiten (Standort) | Wegkapelle                     | Sogenannte Halbmeile, Satteldachbau mit Vordach und korbbogigem Eingang, 1825 | D-2-75-152-13 | Wegkapelle |

### Lanzendorf
| Lage                    | Objekt                                   | Beschreibung | Akten-Nr.     | Bild |
| ----------------------- | ---------------------------------------- | --- | ------------- | ---- |
| Lanzendorf 1 (Standort) | Wohnhaus des geschlossenen Vierseithofes | Zweigeschossiger und giebelständiger Halbwalmdachbau mit Dachüberstand und Traufschrot, bezeichnet 1838 Stadel, stattlicher Ständerbau mit Steildach, bezeichnet 1834 | D-2-75-152-15 | BW   |

### Preming
| Lage                          | Objekt                       | Beschreibung                                                                    | Akten-Nr.     | Bild |
| ----------------------------- | ---------------------------- | ------------------------------------------------------------------------------- | ------------- | ---- |
| Passauer Straße 85 (Standort) | Wohnhaus eines Vierseithofes | Zweigeschossiger und giebelständiger Flachsatteldachbau mit Dachüberstand, 1864 | D-2-75-152-16 | BW   |

### Rothau
| Lage                                           | Objekt                                   | Beschreibung | Akten-Nr.     | Bild                              |
| ---------------------------------------------- | ---------------------------------------- | --- | ------------- | --------------------------------- |
| In Rothaumühle Museumsdorf Nr. 81 (Standort)   | Traidkasten                              | Museumsdorf Nr. 81, Remise mit Traidkasten, aufgeständerter Obergeschoss-Blockbau mit vorschießendem Flachsatteldach und Traufschrot, bez. 1792; 1985 hierher versetzt vom Vierseithof Almosenreuth Nr. 3, Markt Schönberg, Landkreis Freyung-Grafenau. | D-2-75-152-60 | BW                                |
| Rothaumühle 1 Museumsdorf Nr. 2 (Standort)     | Kegelbahn                                | ehem. Dorfkegelbahn, offener Ständerbau mit Flachsatteldach, 1864; 1980 aus Furth (Lkr. Freyung-Grafenau) transferiert. | D-2-75-152-18 | Kegelbahn                         |
| Rothaumühle 1 Museumsdorf Nr. 3 (Standort)     | Napoleonhäusl                            | sog. Napoleonhäusl, ehem. Inhaus, eingeschossiger Blockbau mit flachem, vorschießendem Frackdach und seitlicher Remise, um 1800; 1978 aus Eberhardsberg (Lkr. Passau) transferiert. | D-2-75-152-19 | Napoleonhäusl                     |
| Rothaumühle 1 Museumsdorf Nr. 4 (Standort)     | Inhäusl vom Fridlehen                    | ehem. Inhaus, eingeschossiger Blockbau mit vorschießendem Flachsatteldach, 17. Jh.; 1978 aus Manzenberg (Lkr. Passau) transferiert. | D-2-75-152-20 | Inhäusl vom Fridlehen             |
| Rothaumühle 1 Museumsdorf Nr. 5 (Standort)     | Inhäusl vom Karmannhof                   | ehem. Inhaus, eingeschossiger Blockbau mit vorschießendem Flachsatteldach und Giebellaube, 18. Jh.; 1977 aus Wiesing (Lkr. Regen) transferiert. | D-2-75-152-21 | Inhäusl vom Karmannhof            |
| Rothaumühle 1 Museumsdorf Nr. 6 (Standort)     | Wicklmairhof                             | Wohnstallhaus, gestelzter, zweigeschossiger Obergeschoss-Blockbau mit vorschießendem Flachsatteldach und Schroten, 17./18. Jh.; 1978 aus Nammering (Lkr. Passau) transferiert. | D-2-75-152-22 | BW                                |
| Rothaumühle 1 Museumsdorf Nr. 7 (Standort)     | Remise mit Traidkasten                   | geständerter Blockbau mit vorschießendem Flachsatteldach, bez. 1756, mit Totenbrettern; 1980 aus Altnußberg (Lkr. Regen) transferiert. | D-2-75-152-23 | BW                                |
| Rothaumühle 1 Museumsdorf Nr. 8 (Standort)     | Knabenbauer-Hof                          | Wohnstallhaus, zweigeschossiger Obergeschoss-Blockbau mit umlaufendem Schrot und Giebelschrot, bez. 1816, im Kern 18. Jh.; 1980 aus Alperting (Lkr. Deggendorf) transferiert. | D-2-75-152-24 | Knabenbauer-Hof                   |
| Rothaumühle 1 Museumsdorf Nr. 9 (Standort)     | Ehemaliges Schul- und Marktschreiberhaus | zweigeschossiger Blockbau mit vorschießendem Flachsatteldach und beiderseitigen Giebelschroten, 1667-1670; 1977 aus Simbach (Lkr. Dingolfing-Landau) transferiert. | D-2-75-152-25 | weitere Bilder                    |
| Rothaumühle 1 Museumsdorf Nr. 10 (Standort)    | Ehem. Hofkapelle                         | ehem. Hofkapelle, offene Holzkapelle mit Flachsatteldach und Dachreiter, um 1840; 1977 aus Thannöd (Lkr. Rottal-Inn) transferiert. | D-2-75-152-26 | BW                                |
| Rothaumühle 1 Museumsdorf Nr. 11 (Standort)    | Ehemaliges Forst- bzw. Kramerhaus        | dreigeschossiger Flachsatteldachbau mit vorschießendem Flachsatteldach, Bruchstein-Erdgeschoss, zwei Blockbau-Obergeschossen, Giebelbalkon und angebautem Stadel, im Kern 18. Jh., Anfang 19. Jh. aufgestockt; 1980 aus Kirchdorf (Lkr. Regen) transferiert. | D-2-75-152-27 | Ehemaliges Forst- bzw. Kramerhaus |
| In Rothaumühle Museumsdorf Nr. 12 a (Standort) | Doppelbackofen                           | Doppelbackofen der Rothaumühle am ursprünglichen Standort, mit Flachsatteldach, 19. Jh. | D-2-75-152-28 | Doppelbackofen                    |
| Rothaumühle 1 Museumsdorf Nr. 13 (Standort)    | 1/2 Wenzlhof                             | Inhaus, eingeschossiger Einfirsthof mit vorschießendem Flachsatteldach und Blockbau-Kniestock, 18. Jh.; 1978 aus Außenried (Lkr. Regen) transferiert. | D-2-75-152-29 | 1/2 Wenzlhof                      |
| Rothaumühle 1 Museumsdorf Nr. 14 (Standort)    | Langrainergütl                           | Bauernhaus, giebelgeteilter zweigeschossiger Blockbau mit vorschießendem, flachem Frackdach und zwei Giebelschroten und massivem Stallteil, bez. 1760; 1982 aus Oberlangrain (Lkr. Passau) transferiert. | D-2-75-152-30 | Langrainergütl                    |
| Rothaumühle 1 Museumsdorf Nr. 15 (Standort)    | Stadel                                   | Stadel, Ständerbau mit Steildach, 18. Jh.; 1979 aus Grub (Lkr. Cham) transferiert. | D-2-75-152-31 | BW                                |
| Rothaumühle 1 Museumsdorf Nr. 16 (Standort)    | Fischergütl                              | Wohnstallhaus, teilweise versteinerter Blockbau mit vorschießendem Flachsatteldach, 17./18. Jh.; 1979 aus Stüblhäuser (Gde. Sonnen, Lkr. Passau) transferiert. | D-2-75-152-32 | Fischergütl                       |
| Rothaumühle 1 Museumsdorf Nr. 17 (Standort)    | Ehemaliges Inhaus                        | zweigeschossiger und teilweise versteinerter Blockbau mit vorschießendem Flachsatteldach und Traufschrot, 17. Jh.; 1982 aus Poppenzell (Lkr. Regen) transferiert. | D-2-75-152-33 | Ehemaliges Inhaus                 |
| Rothaumühle 1 Museumsdorf Nr. 94 (Standort)    | Nothelferkapelle                         | ehem. Hofkapelle, halbrund schließender Holzbau mit Satteldach und Dachreiter, um 1800, mit Gemälden der 14 Nothelfer; 1982 aus Obervoglarn (Lkr. Passau) transferiert. | D-2-75-152-35 | Nothelferkapelle                  |
| Rothaumühle 1 Museumsdorf Nr. 18 (Standort)    | Wagnerhäuslgütl                          | Einfirsthof, zweigeschossiger, teilweise versteinerter Blockbau mit vorschießendem flachem Frackdach und zwei Giebelschroten, 18. Jh.; 1982 aus Schönbrunnerhäuser (Lkr. Freyung-Grafenau) transferiert. | D-2-75-152-34 | Wagnerhäuslgütl                   |
| In Rothaumühle Museumsdorf Nr. 30 (Standort)   | Leerhäuslergütl                          | Taglöhnerhäusl, eingeschossiger Blockbau mit Steildach, Giebelschrot, schindelgedecktem Stall und Stadel, bez. 1729; 1982 aus Aholming (Lkr. Deggendorf) transferiert. | D-2-75-152-36 | Leerhäuslergütl                   |
| In Rothaumühle Museumsdorf Nr. 31 (Standort)   | Zehentstadel                             | Bruchsteinbau mit vorschießendem Flachsatteldach und Blockbau-Oberteil, 17. Jh.; 1980 aus Linden (Lkr. Regen, Gde. Geiersthal) transferiert. | D-2-75-152-37 | BW                                |
| In Rothaumühle Museumsdorf Nr. 32 a (Standort) | Ehem. Waldkapelle                        | ehem. Waldkapelle Maria vom guten Rat, sog. Napoleonkapelle, schindelgedeckter Holzbau mit Satteldachbau und Dachreiter, 1828; 1978 aus Thierham (Gde. Sonnen, Lkr. Passau) transferiert. | D-2-75-152-39 | weitere Bilder                    |
| In Rothaumühle Museumsdorf Nr. 32 (Standort)   | Dachsenhof                               | Wohnstallhaus, zweigeschossiger Obergeschoss-Blockbau mit vorschießendem Flachsatteldach und Schroten, 18. Jh., Türsturz bez. 1834; 1981 aus Weißenregen (Lkr. Cham) transferiert. | D-2-75-152-38 | BW                                |
| In Rothaumühle Museumsdorf Nr. 35 (Standort)   | Inhaus                                   | kleines Wohnstallhaus mit vorschießendem Flachsattelbau, Blockbau-Kniestock und Giebelschrot, 18. Jh.; 1982 aus Unterhüttensölden (Lkr. Freyung-Grafenau) transferiert. | D-2-75-152-40 | Inhaus                            |
| In Rothaumühle Museumsdorf Nr. 37 (Standort)   | Bucheckergut                             | Vierseithof, 18. Jh.; Wohnhaus, zweigeschossiger und giebelständiger Obergeschoss-Blockbau mit umlaufendem, giebelseitig verkürztem Schrot; straßenseitiger Flügel mit Satteldach, Traidboden über Wagenremise, aufgeständerter Blockbau mit Satteldach, anschließend gemauerter Stall mit Gewölben; Stadel, Ständerbau mit Steilsatteldach; Stallgebäude mit Gewölben, verbrettertem Heuboden und Satteldach; Holztor mit Fußgängerpforte und kleinem Satteldach; 1982 aus Hohenthan (Lkr. Freyung-Grafenau) transferiert. | D-2-75-152-41 | Bucheckergut                      |
| In Rothaumühle Museumsdorf Nr. 38 (Standort)   | Geigerhof                                | Wohnstallhaus, zweigeschossiger Obergeschoss-Blockbau mit vorschießendem Flachsatteldach und umlaufendem Schrot, 18. Jh.; Traidkasten, verschindelter und verbretterter Schopfwalmdachbau, 1767, 1819 aufgestockt; 1979 aus Grub (Gde. Bad Kötzting, Lkr. Cham) transferiert. | D-2-75-152-42 | Geigerhof                         |
| In Rothaumühle Museumsdorf Nr. 39 (Standort)   | Zaigerhof                                | Wohnstallhaus, zweigeschossiger Obergeschoss-Blockbau mit vorschießendem, flachem Frackdach und Giebelschroten, 18. Jh., bez. 1818; Stadel mit Steilsatteldach, teilweise massiv, 17./18. Jh.; 1979 aus Hinterherberg (Lkr. Deggendorf) transferiert. | D-2-75-152-43 | weitere Bilder                    |
| In Rothaumühle Museumsdorf Nr. 40 (Standort)   | Lexenhof                                 | Wohnstallhaus, zweigeschossiger Blockbau mit vorschießendem Flachsatteldach und Giebelschrot, 17./18. Jh.; 1977 aus Rechertsried (Lkr. Regen) transferiert. | D-2-75-152-44 | Lexenhof                          |
| In Rothaumühle Museumsdorf Nr. 41 (Standort)   | Duchetsmann- oder Wagnergut              | ehem. Wagnerhaus, Blockbau über fast quadratischem Grundriss, mit vorschießendem Flachsatteldach und Giebelschrot, bez. 1779; 1978 aus Trasgenreuth (Lkr. Passau) transferiert. | D-2-75-152-45 | weitere Bilder                    |
| In Rothaumühle Museumsdorf Nr. 42 (Standort)   | Bauernmühle                              | Getreidemühle, kleiner Blockbau mit zwei Mühlsteinen und Beutelkasten, um 1808; 1979 aus Brennersried (Lkr. Regen) transferiert. | D-2-75-152-46 | Bauernmühle                       |
| In Rothaumühle Museumsdorf Nr. 43 (Standort)   | Kieslhof                                 | Wohnstallhaus, eingeschossiger Blockbau über quadratischem Grundriss, mit vorschießendem Flachsatteldach, Kniestock und Giebelschrot, Stallteil aus Bruchstein, 17. Jh.; 1979 aus Mitterdorf (Lkr. Regen) transferiert. | D-2-75-152-47 | Kieslhof                          |
| In Rothaumühle Museumsdorf Nr. 44 (Standort)   | Rothaumühlhof                            | Mahl- und Schneidemühle am ursprünglichen Standort, Wohnhaus, zweigeschossiger Obergeschoss-Blockbau mit vorschießendem Flachsatteldach und zwei Giebelschroten, 18. Jh.; Mühlengebäude, zweigeschossiger Flachsatteldachbau mit Traufschrot, 1888, 1972 als Museum eingerichtet. | D-2-75-152-48 | weitere Bilder                    |
| In Rothaumühle Museumsdorf Nr. 29 (Standort)   | Fleckwebergütl                           | Wohnstallhaus, zweigeschossiger, teilweise versteinerter und verschindelter Blockbau mit Oberbodenschrot, 18. Jh.; 1977/78 aus Rittsteig (Stadt Passau) transferiert. | D-2-75-152-49 | Fleckwebergütl                    |
| Museumsdorf Nr. 49 ()                          | Stallgebäude                             | Stallgebäude aus Reut (Stadt Waldkirchen, Lkr. Freyung-Grafenau), Steinbau mit Granitdecken und Blockbau-Traidboden von 1838; 1978 transferiert. | D-2-75-152-50 |                                   |
| Mühlberg Museumsdorf Nr. 50 (Standort)         | Sägemühle                                | zweigeschossiger Ständer- und Massivbau auf Mauersockel, mit Satteldach und Wasserrad, 1876; 1975 aus Hintereben (Lkr. Freyung-Grafenau) transferiert. | D-2-75-152-51 | BW                                |
| In Rottaumühle Museumsdorf Nr. 49 (Standort)   | Inhaus                                   | eingeschossiger Bruchsteinbau mit Blockbau-Kniestock und vorschießendem Flachsatteldach, 1. Hälfte 19. Jh.; 1977 aus Schnürring (Lkr. Freyung-Grafenau) transferiert. | D-2-75-152-52 | Inhaus                            |
| Rothaumühle 1 Museumsdorf Nr. 54 (Standort)    | Apostelhof                               | Waldlerhaus, zweigeschossiger, teilweise versteinerter Blockbau mit vorschießendem Flachsatteldach und Giebelschrot, 18. Jh.; 1982 aus Eisenbernreut (Lkr. Freyung-Grafenau) transferiert. | D-2-75-152-54 | BW                                |
| Rothaumühle 1 Museumsdorf Nr. 55 (Standort)    | Hasenehrl-Hof                            | Wohnstallhaus, stattlicher eingeschossiger Blockbau mit vorschießendem Flachsatteldach und umlaufendem Schrot, 17./18. Jh.; 1976 aus Burgstall (Lkr. Passau) transferiert. | D-2-75-152-55 | Hasenehrl-Hof                     |
| Rothaumühle 1 Museumsdorf Nr. 59 (Standort)    | Ausnahmshaus                             | eingeschossiger Blockbau mit vorschießendem Flachsatteldach und Giebelschrot, Anfang 19. Jh.; 1976 aus Hohenwart (Lkr. Passau) transferiert. | D-2-75-152-57 | Ausnahmshaus                      |
| Rothaumühle 1 Museumsdorf Nr. 1 (Standort)     | Einfirsthof                              | zweigeschossiger Obergeschoss-Blockbau mit umlaufendem Schrot, 18. Jh., 1839 erneuert, 1977 Obergeschoss transferiert und als Gasthaus ausgebaut; Museumsdorf Nr. 134, zugehöriges Stallgebäude mit Traidboden, Flachsatteldachbau mit Blockbau-Kniestock, 1839, 1977 aus Neßlbach (Lkr. Deggendorf) transferiert und als Laden eingerichtet; Museumsdorf Nr. 133, Stadel, Steildachbau, bez. 1839, 1977 aus Pilling (Lkr. Passau), transferiert.                                                                           | D-2-75-152-17 | Einfirsthof                       |

### Siebenhasen
| Lage                      | Objekt            | Beschreibung                                                                                                 | Akten-Nr.     | Bild |
| ------------------------- | ----------------- | --- | ------------- | ---- |
| In Siebenhasen (Standort) | Kapellenbildstock | Giebelständiger Satteldachbau mit Dachüberstand und rundbogiger Nische, 19./20. Jahrhundert; mit Ausstattung | D-2-75-152-58 | BW   |

## Ehemalige Baudenkmäler
In diesem Abschnitt sind Objekte aufgeführt, die früher einmal in der Denkmalliste eingetragen waren, jetzt aber nicht mehr. Objekte, die in anderem Zusammenhang also z. B. als Teil eines Baudenkmals weiter eingetragen sind, sollen hier nicht aufgeführt werden. Aktennummern in diesem Abschnitt sind ehemalige, jetzt nicht mehr gültige Aktennummern.

| Lage                                  | Objekt                                      | Beschreibung | Akten-Nr.     | Bild |
| ------------------------------------- | ------------------------------------------- | --- | ------------- | ---- |
| Tittling Herrenstraße 17 (Standort)   | Steinerner Türsturz                         | bezeichnet 1869 | D-2-75-152-2  | BW   |
| Tittling Marktplatz 4 (Standort)      | Ehemals zum Schloss gehöriges Gebäude       | jetzt Marktgemeindeverwaltung, Rokokobau mit gerundeter Stirnfront, Schweifgiebel und Mansard-Walmdach; seitlich je ein Nebengebäude mit Mansard-Zeltdach, 17./18. Jahrhundert, 1977 wiederaufgebaut. | D-2-75-152-5  | BW   |
| Badlhof Badlhof 1 (Standort)          | Zugehörig kleiner Traidkasten mit Flachdach | 1. Hälfte 18. Jahrhundert; Tormauer mit rundbogiger Einfahrt, Anfang 19. Jahrhundert | D-2-75-152-8  | BW   |
| Englburg Haus Nummer 48? (Standort)   | Türstock aus Granit                         | mit Ornamenten, bezeichnet 1804. | D-2-75-152-59 | BW   |
| Hötzendorf Haus Nummer 25? (Standort) | Zugehöriger Traidkasten                     | im Gebiet seltener Typ mit Halbwalmdach, um 1820/40. | D-2-75-152-14 | BW   |